# ザーラ駅
ザーラ駅 (Zara)は、ミラノ地下鉄の3線の駅で1995年に開業し、2013年から5線との乗り換え地点となった。
駅はミラノのコムーネ領域内のザーラ通り（Viale Zara）にある。地下駅である。駅はミラノ大都市圏内にある。
2014年3月まではM5線の南終点駅になっていた。